# Bitwa pod Saguntem (75 p.n.e.)
Bitwa pod Saguntem – starcie zbrojne, które miało miejsce w roku 75 p.n.e. w czasie wojny z Sertoriuszem w Hiszpanii.
W roku 75 p.n.e. po porażce w bitwie pod Sucro (Aluza), Gnejusz Pompejusz zebrał ponownie swoje rozproszone wojska. Pod Saguntem doszło do kolejnej bitwy z Kwintusem Sertoriuszem. Dwudniowa bitwa była bardzo zacięta i nie przyniosła sukcesu żadnej ze stron. Pierwszy dzień batalii zakończył się rozbiciem korpusu Pompejusza przez siły Sertoriusza. Tego dnia padło 6 000 żołnierzy Pompejusza. W tym samym czasie oddziały Kwintusa Metellusa rozgromiły korpus Marka Perpenny, zabijając 5000 jego ludzi. W drugim dniu starcia, Sertoriusz przy pomocy posiłków z miejscowych plemion próbował otoczyć obóz Metellusa. Wsparcie Pompejusza dla Metellusa zakończyło ten atak i zmusiło Sertoriusza do wycofania się z rejonu bitwy.